# Johnny Haynes
John Norman "Johnny" Haynes (17. oktober 1934 – 18. oktober 2005) var en engelsk fodboldspiller, der spillede hele sin professionelle karriere, fra 1952 til 1970, som angriber hos Fulham F.C. Med 658 betydende kampe besidder han klubrekorden i London-klubben, og betragtes som en af klubbens største stjerner nogensinde.
Haynes blev desuden noteret for 56 kampe og 18 scoringer for Englands landshold. Han deltog ved både VM i 1954, VM i 1958 og VM i 1962.
Haynes døde den 18. oktober 2005 af en hjerneblødning.